# Aeroportul Hwange National Park
Aeroportul Hwange National Park (IATA: HWN, ICAO: FVWN) este un aeroport din Zimbabwe ce deservește zona Hwange National Park⁠(d). A fost numit după zona deservită.
Situat la o altitudine de 1.079 m, aeroportul dispune de o singură pistă.